# Shiplake
Shiplake est une paroisse civile et un village de l'Oxfordshire, en Angleterre. Se trouve sur la rive gauche de la Tamise.